# Yeri (pevka)
Kim Ye-rim, znana pod odrskim imenom Yeri, južnokorejska pevka, * 5. marec 1999, Seul, Južna Koreja.
Je članica južnokorejske dekliške k-pop skupine Red Velvet.

## Zgodnje življenje
Kim Ye-rim je bila rojena 5. marca 1999 v Seulu. Ima tri mlajše sestre, Yoo-rim, Ye-eun in Chae-eun.

## Kariera

### Pred debijem
Yeri se je pridružila glasbeni produkcijski hiši SM Entertainment po opravljeni avdiciji 2011 SM Global Auditions. Leta 2014 je nastopala kot ena od prihodnjih članic SM Entertainment preddebijske skupine (ang. pre-debut training group) SM Rookies na turneji SM Town Live World Tour IV. Prav tako je nastopila na prvenstveni pesmi skupine Red Velvet, "Happiness", preden se jim je pridružila kot članica.

### 2015–danes: Red Velvet in solo aktivnosti
Yeri so kot novo članico dekliške skupine Red Velvet predstavili 10. marca 2015 na promociji prvenstvenega EP-ja Ice Cream Cake. Od 9. maja 2015 do 14. novembra 2015 je bila Yeri gostja  MBCjevega glasbenega programa Show! Music Core skupaj z Minhom iz skupine Shinee in N iz skupine VIXX. Julija 2016 je odigrala glavno vlogo v videospotu za pesem "Way Back Home" pevcev J-Min in Shim Eun-jee, ki je bila izdana v sklopu projekta singlov SM Station. Leta 2016 je postala MC za SM C&C spletni program The Viewable SM skupaj s pevcem Leeteukom. Decembra 2017 je pevec Ragoon izdal EP z naslovom `s Talking, katerega glavno pesem (ang. title track) "Story" je napisala Yeri.
Aprila 2018 so potrdili Yeri za eno od voditeljic novega resničnostnega šova Secret Unnie programa JTBC  skupaj s Han Chae-young. 13. decembra 2018 je Yeri skupaj s pevci skupine NCT, Renjunom, Jenom in Jaeminom sodelovala v tretji sezoni glasbenega projekta SM Station produkcijske hiše SM Entertainment. Videospot korejske verzije "Hair in the Air" in uradni korejski soundtrack televizijske serije Trolls: The Beat Goes On! so izdali na portalu YouTube.

## Zasebno življenje
Yeri je leta 2018 maturirala na Hanlim Multi Art School.

## Diskografija
| Naslov                                                                       | Leto        | Lestvice    | Prodaja     | Album               |
| Naslov                                                                       | Leto        | KOR         | Prodaja     | Album               |
| Sodelovanje                                                                  | Sodelovanje | Sodelovanje | Sodelovanje | Sodelovanje         |
| ---------------------------------------------------------------------------- | ----------- | ----------- | ----------- | ------------------- |
| "Hair in the Air" (z Renjunom, Jenom in Jaeminom iz skupine NCT)             | 2018        | —           | N/A         | SM Station Season 3 |
| "—" denotes releases that did not chart or were not released in that region. |             |             |             |                     |

### Film
| Leto | Naslov            | Vloga     | Opombe                      |
| ---- | ----------------- | --------- | --------------------------- |
| 2015 | SMTown: The Stage | Sama sebe | Dokumentaren film o SM Town |

### Televizijske drame
| Leto | Naslov                 | Program | Vloga     | Opombe            |
| ---- | ---------------------- | ------- | --------- | ----------------- |
| 2016 | Descendants of the Sun | KBS2    | Sama sebe | Cameo, epizoda 16 |

### Televizijski šovi
| Leto | Naslov           | Program | Vloga          | Opombe                     |
| ---- | ---------------- | ------- | -------------- | -------------------------- |
| 2015 | Show! Music Core | MBC     | Gostja         | Sogostja z Minho in N      |
| 2016 | The Viewable SM  | VLive   | Gostja         | Web-variety                |
| 2017 | M Countdown      | Mnet    | Posebna gostja | Epizoda 510                |
| 2018 | Show! Music Core | MBC     | Posebna gostja | Sogostja z B.I in Bobbyjem |
| 2018 | Secret Unnie     | JTBC    | Ona sama       | S Han Chae-young           |